# NGC 6602
NGC 6602 је спирална галаксија у сазвежђу Херкул која се налази на NGC листи објеката дубоког неба.
Деклинација објекта је + 25° 2' 37" а ректасцензија 18h 16m 34,2s. Привидна величина (магнитуда) објекта NGC 6602 износи 13,8 а фотографска магнитуда 14,6. NGC 6602 је још познат и под ознакама UGC 11184, MCG 4-43-21, CGCG 142-35, IRAS 18145+2501, PGC 61674.